# As-Sa’id
As-Sa’id (arab. الساعد) – wieś w Syrii, w muhafazie Aleppo. W 2004 roku liczyła 904 mieszkańców.